# Muzea w Krakowie
Kraków jest jednym z najbogatszych w zbiory muzealne miast Europy Środkowej.
Znajduje się tu wiele placówek muzealnych, a kolejne są wciąż planowane i mają powstać w najbliższych latach np. Muzeum Tadeusza Kantora, Muzeum/Biblioteka Polskiej Piosenki, Muzeum Historii Podgórza, Centrum Numizmatyki Polskiej, Ośrodek Kultury Europejskiej „Europeum”, Muzeum Ruchu Harcerskiego.

## Historia
Historia muzealnictwa w Krakowie rozpoczyna się pod koniec XIX wieku. Najstarszym muzeum jest Muzeum Archeologiczne założone w 1850 roku przez Towarzystwo Naukowe Krakowskie. 7 października 1879 roku Rada Miasta Krakowa powołała do życia Muzeum Narodowe. Z kolei początki Muzeum Czartoryskich sięgają aż 1801 roku. W 1876 Czartoryscy oddali do użytku publicznego swoją Bibliotekę. Kolejna otwarta w Krakowie instytucja to Muzeum Historyczne, które powstało w 1899 roku.
Na uwagę zasługuję również Muzeum Sztuki i Techniki Japońskiej „Manggha”. W 1920 roku zbiory Feliksa „Mangghi” Jasieńskiego zostały przekazane Muzeum Narodowemu, Centrum Sztuki swoją siedzibę uzyskało dopiero w roku 1994. Do dzisiaj możemy podziwiać tam ogromny zbiór przedmiotów związanych z Japonią. Obecnie Centrum jest siedzibą Ogólnopolskiego Klubu Bonsai.
W czasie wojny pomieszczenia muzealne służyły innym niż muzealne celom, więc po jej zakończeniu starano się jak najszybciej udostępnić je publiczności. Po zakończeniu działań wojennych Muzeum Archeologiczne i Muzeum Etnograficzne otrzymały nowe siedziby, w których umieszczono zachowane zbiory. Działalność wznowiło też Muzeum Czartoryskich, które utraciło wiele wspaniałych eksponatów.
Z czasem pojawiały się nowe obiekty muzealne. W 1977 roku ich liczba wzrosła do szesnastu. Na początku lat osiemdziesiątych było ich już dwadzieścia jeden. Wraz z powstawaniem nowych obiektów wzrastało również zainteresowanie zwiedzających. Największą popularnością w latach siedemdziesiątych cieszyły się: zbiory wawelskie, Muzeum Narodowe, Muzeum Historii UJ i Muzeum Historyczne Miasta Krakowa.
Najważniejsze pozostało jednak Muzeum Narodowe. Zostało ono oddane w zarząd Ministerstwa Kultury i Sztuki w 1949 roku. Muzeum, tak jak inne, wzbogacało swoje zbiory poprzez zakupy, darowizny i depozyty. Anna Lewandowska przekazała na rzecz muzeum 36 prac olejnych Olgi Boznańskiej.
Drugim pod względem ważności było Muzeum Czartoryskich, które w 1951 roku stało się oddziałem Muzeum Narodowego. Siedem lat później rozpoczęto budowę Biblioteki Czartoryskich. W roku 1984, po dziesięciu latach konserwacji, podczas Dni Krakowa nastąpiło otwarcie budynku.
Samodzielność uzyskało również Muzeum Historyczne Miasta Krakowa (do tej pory istniało jako oddział Archiwum Akt Dawnych). Siedzibą muzeum stał się pałac Pod Krzysztofory. W 1969 roku urządzono i oddano dla publiczności Regionalne Muzeum Młodej Polski „Rydlówka”.
W odnowionym średniowiecznym budynku Collegium Maius powstało Muzeum Uniwersytetu Jagiellońskiego. Twórcą muzeum był Karol Estreicher. Estreicher usunął z dziedzińca pomnik Mikołaja Kopernika, co spotkało się z licznymi głosami sprzeciwu. W jego miejsce kazał umieścić studnię. Sprowadził do muzeum liczne kontrowersyjne eksponaty jak np.: cukierki spożywane podczas obiadów czwartkowych, niedopałki cygar przez Mickiewicza na Wezuwiuszu. Muzeum otwarto na sześćsetlecie założenia Akademii Krakowskiej.
Ekspozycje organizowane były najczęściej w gmachu Towarzystwa Przyjaciół Sztuk Pięknych, którego prezesem był przez 26 lat Karol Estreicher.
W 1945 roku powstały Państwowe Zbiory Sztuki na Wawelu. Zbiory szybko się powiększały i zostały zaprezentowane publicznie na wystawie pt. Rozwój zbiorów wawelskich w 40-leciu Polski Ludowej 1945–1985. Na Wawelu prezentowane były cztery stałe wystawy: Sale i komnaty, Skarbiec, Zbrojownię, Wschód w zbiorach wawelskich, a później także Wawel Zaginiony. Urządzano też liczne wystawy okresowe. Wawel eksponował zbiory obce i brał udział w wystawach za granicą, udostępniając swoje cenne zbiory.
Powojenne krakowskie placówki zostały odbudowane, tworzono również nowe muzea, a ilość ich inicjatyw została zwiększona. W 1945 roku zostało utworzone Muzeum Historyczne Miasta Krakowa. Wizyta Włodzimierza Lenina w Krakowie zaowocowała stworzeniem muzeum jego imienia.

## Lista placówek muzealnych w Krakowie

### Państwowe Zbiory Sztuki –Zamek Królewski na Wawelu
- Reprezentacyjne Komnaty Królewskie (parter i II piętro zamku)
- Prywatne Apartamenty Królewskie (I piętro zamku)
- Skarbiec Koronny i Zbrojownia
- Sztuka Wschodu
- Wawel Zaginiony
- Smocza Jama
- Katedra Wawelska (wraz z dzwonem Zygmuntem i Grobami Królewskimi)
- Trasa „Ogrody Królewskie”
- ekspozycje i oddziały poza granicami miasta:
  - Zamek Pieskowa Skała
  - Dwór w Stryszowie

### Muzeum Narodowe w Krakowiewraz z oddziałami i galeriami
- Gmach Główny
- Galeria Sztuki Polskiej XIX wieku w Sukiennicach
- Pałac biskupa Erazma Ciołka przy ulicy Kanoniczej
- Dom Jana Matejki
- Muzeum Stanisława Wyspiańskiego
- Dom Józefa Mehoffera wraz z ogrodem
- Muzeum im. Emeryka Hutten-Czapskiego
- Muzeum Książąt Czartoryskich – Arsenał
- Biblioteka Czartoryskich
- Muzeum Karola Szymanowskiego w willi „Atma” w Zakopanem
- Ośrodek Kultury Europejskiej „Europeum”

### Muzeum Historyczne Miasta Krakowawraz z oddziałami
- Pałac pod Krzysztofory – siedziba główna
- Dom pod Krzyżem – „Dzieje teatru krakowskiego”
- Stara Synagoga – „Dzieje i kultura Żydów krakowskich”
- Apteka Pod Orłem
- Ulica Pomorska – Dom Śląski, wystawa pt. „Dzieje Krakowa w latach 1939–1956”
- Celestat – „Dzieje Krakowskiego Bractwa Kurkowego”
- Kamienica Hipolitów – „Dom Mieszczański”
- Dom Zwierzyniecki
- Wieża Ratuszowa
- Barbakan
- Dzieje Nowej Huty
- Trasa turystyczna Mury Obronne
- Fabryka Schindlera
- Podziemia Rynku
- Muzeum Podgórza
- Muzeum Ruchu Harcerskiego w Forcie nr 52a „Łapianka”
- KL Plaszow (w trakcie organizacji)

### Muzea uniwersyteckie

#### MuzeaPolskiej Akademii Nauk
- Muzeum Geologiczne Instytutu Nauk Geologicznych PAN
- Muzeum Przyrodnicze Instytutu Systematyki i Ewolucji Zwierząt PAN
- Muzeum Paleobotaniczne Instytutu Botaniki PAN w Krakowie

#### MuzeaUniwersytetu Jagiellońskiego
- Muzeum Uniwersytetu Jagiellońskiego Collegium Maius
- Muzeum Ogrodu Botanicznego i Pracownia Historii Botaniki im. J. Dyakowskiej UJ w Krakowie w Ogrodzie Botanicznym
- Muzeum Historii Naturalnej w Centrum Edukacji Przyrodniczej (w organizacji), obecnie cztery odrębne jednostki muzealne:
  - Muzeum Zoologiczne UJ
  - Muzeum Geologiczne UJ
  - Muzeum Antropologiczne UJ
  - Muzeum Paleobotaniczne UJ przy Ogrodzie Botanicznym
- Muzeum Farmacji CM UJ
- Muzeum Historii Medycyny CM UJ
- Muzeum Anatomii CM UJ
- Muzeum Anatomopatologiczne CM UJ
- Salonik Historii Pielęgniarstwa CMUJ

#### Muzea w strukturach pozostałych uczelni krakowskich
- Muzeum Akademii Sztuk Pięknych w Krakowie
- Muzeum Historii AGH i Historii Techniki
- Muzeum Geologiczne Wydziału Geologii Geofizyki i Ochrony Środowiska AGH
- Muzeum Politechniki Krakowskiej
- Muzeum Uniwersytetu Ekonomicznego w Krakowie
- Muzeum Ekonomii UEK – w organizacji
- Muzeum Ogrodnictwa Wydziału Ogrodniczego Uniwersytetu Rolniczego
- Muzeum Zsyłek, Wypędzeń i Przesiedleń Polaków działające w ramach Centrum Dokumentacji Zsyłek, Wypędzeń i Przesiedleń
- Muzeum Podręcznika Uniwersytetu Pedagogicznego[2]

#### Uniwersyteckie ośrodki dokumentacyjne i bibliograficzne
- Ośrodek Dokumentacji Życia i Twórczości Witolda Lutosławskiego Uniwersytetu Jagiellońskiego
- Ośrodek Dokumentacji Muzyki Polskiej XIX wieku im. I.J. Paderewskiego Uniwersytetu Jagiellońskiego (z tzw. dawnym działem muzycznym Muzeum Collegium Maius).
- Pracownia Dokumentacji Życia i Twórczości Heleny Modrzejewskiej Uniwersytetu Jagiellońskiego
- Centrum Badawcze Bibliografii Polskiej Estreicherów Uniwersytetu Jagiellońskiego
- Ośrodek Dokumentacji i Badania Twórczości Josepha Conrada Uniwersytetu Jagiellońskiego „Conradianum”
- Pracownia Dokumentacji Życia Literackiego okresu Młodej Polski Uniwersytetu Jagiellońskiego

### Muzea Kościelne
- Muzeum Archidiecezjalne
- Muzeum Katedralne im. Jana Pawła II na Wawelu
- Muzeum Jana Pawła II w Krakowie w ramach Centrum Jana Pawła II „Nie lękajcie się”
- Muzeum Benedyktynów w Tyńcu
- Muzeum Historyczno-Misyjne Zgromadzenia Księży Misjonarzy w Krakowie
- Muzeum i Archiwum bł. Marii Angeli Truszkowskiej w Krakowie
- Muzeum Brata Alberta Chmielowskiego w Krakowie
- Muzeum Krakowskiej Prowincji Kapucynów
- Muzeum Klasztorne Ojców Dominikanów w Krakowie
- Muzeum Ojców Karmelitów w Krakowie na Piasku
- Muzeum Ojców Paulinów w Krakowie na Skałce
- Zbiory Archiwalno-Muzealne Krakowskiego Kościoła Garnizonowego św. Agnieszki

### Oddziały Muzealne Towarzystwa Przyjaciół Sztuk Pięknych w Krakowie
- Pałac Sztuki
- Dworek Jana Matejki – Muzeum Pamiątek po Hugonie Kołłątaju i Janie Matejce
- Willa Karola Estreichera – Muzeum Rodu Estreicherów, Strat Kultury i Rewindykacji

### Muzea Pozostałe

#### Muzea etnograficzne
- Żydowskie Muzeum Galicja
- Muzeum Etnograficzne im. Seweryna Udzieli
  - oddział Dom Esterki

#### Muzea historyczne
- Muzeum Archeologiczne
- Muzeum PRL-u w Nowej Hucie
- Muzeum Historii Fotografii
- Muzeum Konfederacji Barskiej przy Klasztorze Benedyktynów w Tyńcu (w budowie)

#### Muzea wojskowe
- Muzeum Armii Krajowej im. Generała Emila Fieldorfa Nila
- Muzeum Lotnictwa Polskiego
- Muzeum Twierdzy Kraków w Forcie nr 44 „Tonie”
- Muzeum 2 Korpusu Zmechanizowanego w Krakowie (w Garnizonie Krakowskim Wojska Polskiego)
- Muzeum Spraw Wojskowych w Forcie 51 1/2 „Wróblowice”[3]

#### Muzea martyrologiczne
- Muzeum Czynu Niepodległościowego – Dom im. Józefa Piłsudskiego
- Muzeum Czynu Zbrojnego

#### Muzea techniczne
- Muzeum Inżynierii Miejskiej
  - oddział Ogród Doświadczeń im. Stanisława Lema

#### Muzea artystyczne (muzea sztuki)
- Muzeum Sztuki Współczesnej MOCAK
- Muzeum Sztuki i Techniki Japońskiej „Manggha” w Krakowie
  - oddział: Galeria „Europa – Bliski Wschód” w Krakowie przy Muzeum Manggha (w budowie)
- Muzeum Starego Teatru
- Archiwum Artystyczne i Biblioteka Teatru im. Juliusza Słowackiego w Krakowie
- Muzeum Witrażu

#### Muzea biograficzne
- Muzeum Kościuszkowskie przy Kopcu Kościuszki
- Muzeum Tadeusza Kantora „Cricoteka”
- Ośrodek Dokumentacji Życia i Twórczości Witolda Lutosławskiego
- Ośrodek Biograficzny Komisji Turystyki Górskiej – Gabinet prof. Kazimierza Sosnowskiego
- Polonia Wax Museum - gabinet figur woskowych na Rynku Głównym

#### Muzea literatury
- Rydlówka – oddział Muzeum Historycznego Miasta Krakowa

#### Muzea specjalistyczne
- Muzeum Bursztynu w Krakowie
- Muzeum Ubezpieczeń
- Ekspozycja „Dawne Narzędzia Tortur” w Krakowie
- Muzeum Ratownictwa w Krakowie – Tymczasowa Ekspozycja w Niepołomicach
- Krakil. Muzeum Iluzji

### Ekomuzea
- Muzeum Rozproszone Nowej Huty
- Skansen w Krakowie na Woli Justowskiej

### Muzea obecnie nieistniejące
- Muzeum Lenina
- Muzeum Przemysłu Artystycznego w Krakowie
- Muzeum im. Bohdana Nestora Łepkiego w Krakowie
- Muzeum Fotografii im. Władysława Bogackiego w Krakowie
- Muzeum Odona Bujwida
- Muzeum Łemkowszczyzny im. Bazylego Teofila Kuryłło
- Dom Historii Podgórza (przekształcone w Muzeum Podgórza, pododdział Muzeum Krakowa)